# おおしお (潜水艦)
おおしお（ローマ字：JS Ōshio, SS-561）は、海上自衛隊が運用していた通常動力型潜水艦。計画番号はS115。同型艦はないが、後に準同型艦のあさしお型潜水艦が建造された。艦名は大潮から由来し、この名を受け継いだ日本の艦艇としては、旧海軍の朝潮型駆逐艦「大潮」に続き2代目にあたる。

## 来歴
海上自衛隊では、1955年にアメリカ海軍からガトー級潜水艦「ミンゴ」の貸与を受け、初代「くろしお」として再就役させて、潜水艦戦力の整備（再建）に着手した。続いて昭和31年度計画で初代「おやしお」（31SS）を建造することで、潜水艦の国内建造が再開された。その後の第1次防衛力整備計画では、まず数を揃えるという観点から、アメリカ海軍のバラクーダ級に範を取った局地防衛用の小型潜水艦（SSK）の整備を進めることとなり、昭和34年度計画ではやしお型、昭和35年度計画でなつしお型が建造された。
しかしこれらの小型潜水艦は、特に荒天でのシュノーケル航行・水上航行能力に重大な制約を抱えており、日本近海での潜水艦作戦においては重大な問題となった。またアメリカ海軍もタング級のような大型潜水艦の整備へと方針変更していたことから、海上自衛隊でも、より大型で航洋性に優れた潜水艦（SSL）の建造を決定した。これに基づき、まず「くろしお」の代艦として、昭和36年度計画で1隻のみ建造されたのが本艦である。

## 設計
本艦の設計は、SSKと同じ技術を用いて、これを初代「くろしお」とほぼ同大まで拡大したものとなっている。
船型は、SSKと同様に水中高速型の航洋型潜水艦となっている。船体構造も、SSKと同じ複殻式を基本としているが、本艦ではスリム化のため最後部を単殻式とした部分単殻式とされた。また耐圧殻の材料も、35SSKではフレームのみに限られていたNS46調質高張力鋼（降伏耐力46kgf/mm2 / 451MPa）を全面的に採用した。
推進方式はディーゼル・エレクトリック方式、推進器は2軸と、基本的な構成は31SS以来の方式が踏襲された。ディーゼルエンジンとしてはV型16気筒の川崎/MAN V8V 24/30mMALを2基搭載した。これは31SSのV8V 22/30mMALをもとに、ボア（ピストン径）を拡大して出力増加を図ったものであり、以後、ゆうしお型（50SS）に至るまで踏襲されることとなった。
電気推進用としては、富士電機SG-3主発電機（1,200 kW）と富士電機SM-3主電動機（水上1,450馬力 / 水中3,150馬力）を各2基、そしてSCB-47W主蓄電池480基（120基×4群）を搭載した。SCB-47W主蓄電池は、SSKと同様（「なつしお」を除く）の水冷撹拌型ファイバークラッド式鉛電池であるが、従来よりも長寿命化と低放電容量化が進められている。
なお推進器は従来と同様の5翔式スクリュープロペラ（453 rpm）であるが、翼型が改良され、材質もアルミ青銅に変更された。

## 装備
ソナーの配置はなつしお型（35SSK）に類似するが、聴音機（パッシブ・ソナー）については、JQO-3は艦首下部、JQO-4はセイル前端のドーム内と、逆の配置になっている。探信儀（アクティブ・ソナー）としては、35SSKと同様にJQS-3を発令所下方の艦底に吊下げ式で搭載した。なお潜望鏡は、従来は10メートル型が用いられていたのに対し、本艦以降13メートル型に増高されている。
魚雷発射管としては、艦首に6門、艦尾に2門が配置された。これらはすべて533mm口径ではあるが、艦首側のものが水圧発射式のHU-601であるのに対し、艦尾側のものはスイムアウト式のHU-201で、退避時の自艦防御用としてMk.37 mod.0-N短魚雷（483mm径）を射出することが構想されていた。ただしこの装備方式は有効性が限られると評価され、使用されることはなかったとされている。魚雷の搭載数は、54式魚雷とMk.37 mod.0-Nあわせて18本で、後部には6本が搭載された。

## 艦歴
「おおしお」は、第1次防衛力整備計画に基づく昭和36年度計画潜水艦8061号艦として、三菱重工業神戸造船所で1963年6月29日に起工され、1964年4月30日に進水、1965年3月31日に竣工し、第1潜水隊群第2潜水隊に編入された。
1967年4月8日、呉基地停泊中、蓄電池充電中に後部制御盤室でショートし、大放電から火災が発生した。この際に内殻が一部溶損し、以後は潜航深度に制限をもうけて運用されたという。
1969年1月25日から4月14日までの間、ハワイ派遣訓練に参加。
1970年1月26日、広島湾で浮上航行中、小型タンカー（186トン）と接触し、プロペラの翼2枚を折損した。
1971年9月22日から12月10日までの間、ハワイ派遣訓練に参加。
1981年8月20日に除籍され、1982年3月に解体された。解体前にはマスコミに対し艦内の撮影を許可している。

## リンク
- 鉄腕DASHで反響、潜水艦カレー　「機密だらけ」撮影、実現のワケ - withnews。朝日新聞が撮影した魚雷発射管の写真あり。